# Häggsjön (Upphärads socken, Västergötland)
Häggsjön är en sjö i Lilla Edets kommun och Trollhättans kommun i Västergötland och ingår i Göta älvs huvudavrinningsområde. Sjön har en area på 0,138 kvadratkilometer och ligger 67,2 meter över havet.

## Delavrinningsområde
Häggsjön ingår i det delavrinningsområde (645340-128975) som SMHI kallar för Utloppet av Gravlången. Medelhöjden är 71 meter över havet och ytan är 32,8 kvadratkilometer. Det finns inga avrinningsområden uppströms utan avrinningsområdet är högsta punkten. Lillån som avvattnar avrinningsområdet har biflödesordning 4, vilket innebär att vattnet flödar genom totalt 4 vattendrag innan det når havet efter 77 kilometer. Avrinningsområdet består mestadels av skog (59 procent), öppen mark (13 procent) och jordbruk (13 procent). Avrinningsområdet har 3,01 kvadratkilometer vattenytor vilket ger det en sjöprocent på 9,2 procent.